# ادوارد کزینشوویچ
ادوارد کزینشوویچ (اوکراینی: Едуард Теодорович Козинкевич؛ ۲۳ مهٔ ۱۹۴۹ – ۱۶ نوامبر ۱۹۹۴) بازیکن فوتبال اهل اتحاد جماهیر شوروی سوسیالیستی بود.
از باشگاه‌هایی که در آن بازی کرده‌است می‌توان به باشگاه فوتبال شاختار دونتسک، باشگاه فوتبال دینامو مسکو، و باشگاه فوتبال کارپاتی لویو اشاره کرد.
وی همچنین در تیم ملی فوتبال شوروی بازی کرده‌است.